# Mundo Novo
Mundo Novo este un oraș în statul Bahia (BA) din Brazilia.
1. ↑   https://cidades.ibge.gov.br/xtras/perfil.php?codmun=5214051 Lipsește sau este vid: |title= (ajutor)
2. ↑   https://cidades.ibge.gov.br/xtras/perfil.php?codmun=5214051, accesat în 12 decembrie 2017 Lipsește sau este vid: |title= (ajutor)